# صوت الحب (فلم)
فيلم مصري من بطولة حسن يوسف، ووردة الجزائرية.

## قصة الفيلم
كان حسن يوسف يحب وردة في الفيلم لكن اهله لم يوافقوا عليها نظرا لمستواهم العالي لتضطر أن تعمل عند أبيه كممرضة فيحبها والده لكن ينكشف كل شيء في النهاية وتعود لحسن يوسف في الفيلم ومن أغاني هذا الفيلم:1-طب وانا مالي

## أغاني الفيلم[1]
| الأغنية        | المؤلف        | الملحن      |
| -------------- | ------------- | ----------- |
| مالي وأنا مالي | محمد حمزة     | بليغ حمدي   |
| العيون السود   | محمد حمزة     | بليغ حمدي   |
| اشتروني        | سيد مرسي      | بليغ حمدي   |
| مستحيل         | مأمون الشناوي | محمد الموجي |
| رحالة          | مجدي نجيب     | منير مراد   |

## وصلات خارجية
- مقالات تستعمل روابط فنية بلا صلة مع ويكي بيانات